# فومی هوسوکاوا
فومی هوسوکاوا (انگلیسی: Fumie Hosokawa؛ زاده ۲ سپتامبر ۱۹۷۱) بازیگر، خواننده و مدل ژاپنی است.